# Hoàng thảo da cam
Dendrobium moschatum Griff.  không phải là danh pháp đồng nghĩa với  Dendrobium pulchellum.
Hoàng thảo da cam hay thái bình, hoàng thảo thái bình (danh pháp hai phần: Dendrobium moschatum) là một loài lan trong chi Lan hoàng thảo.
Cây phân bố từ Nam Á đến Đông Nam Á. Tại Việt Nam, cây có mặt ở các khu vực: Thừa Thiên Huế, Đà Lạt.